# Медянское сельское поселение (Пермский край)
Медянское се́льское поселе́ние — муниципальное образование в Ординском районе Пермского края Российской Федерации.
Административный центр — село Медянка.

## История
Статус и границы сельского поселения установлены Законом Пермской области от 10 ноября 2004 года № 1749-360 «Об утверждении границ и о наделении статусом муниципальных образований Ординского района Пермской области»

## Население
| 2010  | 2012  | 2013  | 2014  | 2015  | 2016  | 2017  |
| ----- | ----- | ----- | ----- | ----- | ----- | ----- |
| 3411  | ↗3462 | ↘3415 | ↘3372 | ↘3270 | ↘3264 | ↘3181 |
| 2018  | 2019  |       |       |       |       |       |
| ↘3104 | ↘3049 |       |       |       |       |       |

## Состав сельского поселения
| №  | Населённый пункт | Тип населённого пункта       | Население |
| -- | ---------------- | ---------------------------- | --------- |
| 1  | Белое Озеро      | деревня                      | 10        |
| 2  | Березовая Гора   | деревня                      | 216       |
| 3  | Грызаны          | деревня                      | 273       |
| 4  | Медянка          | село, административный центр | 934       |
| 5  | Мезенцы          | деревня                      | 48        |
| 6  | Мерекаи          | деревня                      | 321       |
| 7  | Михино           | деревня                      | 490       |
| 8  | Паньково         | деревня                      | 0         |
| 9  | Подберезово      | деревня                      | 46        |
| 10 | Починки          | деревня                      | 11        |
| 11 | Саламаты         | деревня                      | 3         |
| 12 | Терехино         | деревня                      | 44        |
| 13 | Черемиска        | деревня                      | 144       |
| 14 | Шарынино         | деревня                      | 94        |
| 15 | Шерстобиты       | деревня                      | 0         |
| 16 | Шляпники         | село                         | 777       |